# 堤芳夫
堤 芳夫（つつみ よしお、1947年9月 - ）は、日本の実業家。元独立行政法人農林漁業信用基金理事長。

## 人物・経歴
新潟県生まれ。新潟県立新潟高等学校を経て、1970年東北大学法学部卒業、農林中央金庫入庫。1995年農林中央金庫金沢支店長。1997年農林中央金庫秘書役。1998年農林中央金庫総合企画部長。2000年農林中央金庫常務理事大阪支店長。2003年農中情報システム代表取締役社長。2005年農林漁業信用基金理事長。2011年責任あるまぐろ漁業推進機構会長。